# Popis vrsta roda Cyrtandra
Popis vrsta roda Cyrtandra

## A
1. Cyrtandra aclada Merr.
2. Cyrtandra acutangula Seem.
3. Cyrtandra adnata B. L. Burtt
4. Cyrtandra aeruginosa Quisumb.
5. Cyrtandra agrihanensis Ohba
6. Cyrtandra agusanensis Elmer
7. Cyrtandra albertisii C. B. Clarke
8. Cyrtandra albibracteata B. L. Burtt
9. Cyrtandra albiflora Karton. & H. J. Atkins
10. Cyrtandra aloisiana A. C. Sm.
11. Cyrtandra alvarezii Merr.
12. Cyrtandra amicta A. C. Sm.
13. Cyrtandra ammitophila B. L. Burtt
14. Cyrtandra ampla C. B. Clarke
15. Cyrtandra amplifolia Schltr.
16. Cyrtandra andersonii B. L. Burtt
17. Cyrtandra aneiteensis C. B. Clarke
18. Cyrtandra angularis Elmer
19. Cyrtandra angustielliptica Hilliard & B. L. Burtt
20. Cyrtandra angustivenosa Rech.
21. Cyrtandra anisophylla C. B. Clarke
22. Cyrtandra anisopoda Kraenzl.
23. Cyrtandra anthropophagorum Seem.
24. Cyrtandra antoniana Elmer
25. Cyrtandra antuana B. L. Burtt
26. Cyrtandra apaensis B. L. Burtt
27. Cyrtandra apiculata C. B. Clarke
28. Cyrtandra apoensis Elmer
29. Cyrtandra arachnoidea Hilliard & B. L. Burtt
30. Cyrtandra arborescens Blume
31. Cyrtandra areolata (Stapf) B. L. Burtt
32. Cyrtandra arfakensis Schltr.
33. Cyrtandra argentata B. L. Burtt
34. Cyrtandra argentii Olivar, H. J. Atkins & Muellner
35. Cyrtandra asikii Hilliard & B. L. Burtt
36. Cyrtandra atherocalyx G. W. Gillett
37. Cyrtandra athrocarpa B. L. Burtt
38. Cyrtandra atrichoides Hilliard & B. L. Burtt
39. Cyrtandra atrichos C. B. Clarke
40. Cyrtandra atropurpurea Merr.
41. Cyrtandra attenuata Elmer
42. Cyrtandra augusti Schltr.
43. Cyrtandra aundensis P. Royen
44. Cyrtandra aurantiaca B. L. Burtt
45. Cyrtandra aurantiicarpa G. W. Gillett
46. Cyrtandra aurea Jack
47. Cyrtandra aureosericea Kaneh. & Hatus.
48. Cyrtandra aureotincta Bramley & Cronk
49. Cyrtandra auriculata C. B. Clarke
50. Cyrtandra axillantha K. Schum.
51. Cyrtandra axillaris C. B. Clarke

## B
1. Cyrtandra bacanii Olivar & Muellner
2. Cyrtandra baileyi F. Muell.
3. Cyrtandra balgooyi H. J. Atkins & Karton.
4. Cyrtandra banyingii Hilliard & B. L. Burtt
5. Cyrtandra barnesii Merr.
6. Cyrtandra basiflora C. B. Clarke
7. Cyrtandra bataanensis Kraenzl.
8. Cyrtandra beamanii B. L. Burtt
9. Cyrtandra beccarii C. B. Clarke
10. Cyrtandra begonioides Schltr.
11. Cyrtandra behrmanniana Schltr.
12. Cyrtandra benaratica B. L. Burtt
13. Cyrtandra benguetiana Kraenzl.
14. Cyrtandra bicolor Jack
15. Cyrtandra bidwillii C. B. Clarke
16. Cyrtandra biflora J. R. Forst. & G. Forst.
17. Cyrtandra biserrata Hillebr.
18. Cyrtandra bismarckiensis Schltr.
19. Cyrtandra boliohutensis Karton. & H. J. Atkins
20. Cyrtandra borneensis C. B. Clarke
21. Cyrtandra bracheia B. L. Burtt
22. Cyrtandra bracteata Warb.
23. Cyrtandra brevicaulis Ridl.
24. Cyrtandra breviflora G. W. Gillett
25. Cyrtandra brevisetosa Hilliard & B. L. Burtt
26. Cyrtandra brownii K. Schum.
27. Cyrtandra bruteliana Koord.
28. Cyrtandra bryophila B. L. Burtt
29. Cyrtandra buergersiana Schltr.
30. Cyrtandra bullata Schltr.
31. Cyrtandra bullifolia B. L. Burtt
32. Cyrtandra bungahijau Bramley & H. J. Atkins
33. Cyrtandra burbidgei C. B. Clarke
34. Cyrtandra burleyana B. L. Burtt
35. Cyrtandra burttii N. P. Balakr.

## C
1. Cyrtandra calciphila B. L. Burtt
2. Cyrtandra callicarpifolia Elmer
3. Cyrtandra calpidicarpa (Rock) H. St. John & Storey
4. Cyrtandra calycina Benth.
5. Cyrtandra calyptribracteata Bakh. fil.
6. Cyrtandra campanulata Reinecke
7. Cyrtandra capitellata C. B. Clarke
8. Cyrtandra castanea Merr.
9. Cyrtandra caudata Kaneh. & Hatus.
10. Cyrtandra cauliflora Merr.
11. Cyrtandra cephalophora Gillespie
12. Cyrtandra ceratocalyx K. Schum.
13. Cyrtandra cerea Kraenzl.
14. Cyrtandra chaiana B. L. Burtt
15. Cyrtandra chalcodea Diels
16. Cyrtandra chippendalei Horne ex C. B. Clarke
17. Cyrtandra chiritoides Kraenzl.
18. Cyrtandra chlamydocalyx Schltr.
19. Cyrtandra chlorantha A. C. Sm.
20. Cyrtandra chrysalabastrum K. Schum.
21. Cyrtandra chrysea C. B. Clarke
22. Cyrtandra ciliata Seem.
23. Cyrtandra clarkei Stapf
24. Cyrtandra cleopatrae H. J. Atkins & Cronk
25. Cyrtandra coacta Hilliard & B. L. Burtt
26. Cyrtandra coccinea Blume
27. Cyrtandra coleoides Seem.
28. Cyrtandra cominsii Hemsl.
29. Cyrtandra comocarpa G. W. Gillett
30. Cyrtandra compressa C. B. Clarke
31. Cyrtandra confertiflora (Wawra) C. B. Clarke
32. Cyrtandra confusa Schltr.
33. Cyrtandra congestiflora B. L. Burtt
34. Cyrtandra connata Nadeaud
35. Cyrtandra consimilis S. Moore
36. Cyrtandra constricta Elmer
37. Cyrtandra cordifolia Gaudich.
38. Cyrtandra coriaceifolia Olivar & Muellner
39. Cyrtandra corniculata B. L. Burtt
40. Cyrtandra crenata H. St. John & Storey
41. Cyrtandra cretacea Kraenzl.
42. Cyrtandra crockerella Hilliard
43. Cyrtandra crockeriana Hilliard & B. L. Burtt
44. Cyrtandra cryptantha Schltr.
45. Cyrtandra cumingii C. B. Clarke
46. Cyrtandra cuneata Blume
47. Cyrtandra cuprea B. L. Burtt
48. Cyrtandra cupulata Ridl.
49. Cyrtandra cyaneoides Rock
50. Cyrtandra cyathibracteata G. W. Gillett
51. Cyrtandra cyclopum Kraenzl.
52. Cyrtandra cylindrocalyx G. W. Gillett
53. Cyrtandra cymosa J. R. Forst. & G. Forst.

## D
1. Cyrtandra dallasensis B. L. Burtt
2. Cyrtandra dasymallos Hilliard & B. L. Burtt
3. Cyrtandra davaoensis Elmer
4. Cyrtandra debilis Kraenzl.
5. Cyrtandra decipiens Hilliard & B. L. Burtt
6. Cyrtandra decurrens de Vriese
7. Cyrtandra decussata Elmer
8. Cyrtandra deinandra B. L. Burtt
9. Cyrtandra denhamii Seem.
10. Cyrtandra dentata H. St. John & Storey
11. Cyrtandra detzneriana Schltr.
12. Cyrtandra digitaliflora B. L. Burtt
13. Cyrtandra dilatata C. B. Clarke
14. Cyrtandra dinocalyx G. W. Gillett
15. Cyrtandra diplotricha B. L. Burtt
16. Cyrtandra dispar DC.
17. Cyrtandra disparifolia Quisumb.
18. Cyrtandra disparoides B. L. Burtt
19. Cyrtandra dissimilis C. B. Clarke
20. Cyrtandra disticha Lauterb.
21. Cyrtandra dolichocalyx Schltr.
22. Cyrtandra dolichocarpa A. Gray
23. Cyrtandra dolichopoda B. L. Burtt
24. Cyrtandra dorytricha Hilliard & B. L. Burtt
25. Cyrtandra dubiosa Kuntze
26. Cyrtandra dulitiana Hilliard

## E
1. Cyrtandra edanoi Olivar & Pelser
2. Cyrtandra efatensis Guillaumin
3. Cyrtandra elata Schltr.
4. Cyrtandra elatostemmoides Elmer
5. Cyrtandra elbertii Bakh. fil.
6. Cyrtandra elegans Schltr.
7. Cyrtandra elizabethae H. St. John
8. Cyrtandra elmeri Merr.
9. Cyrtandra eminens C. B. Clarke
10. Cyrtandra engleri Koord.
11. Cyrtandra erectiloba G. W. Gillett
12. Cyrtandra erectipila B. L. Burtt
13. Cyrtandra eriantha Schltr.
14. Cyrtandra eriophylla S. Moore
15. Cyrtandra erythrotricha B. L. Burtt
16. Cyrtandra esothrix A. C. Sm.
17. Cyrtandra eximia C. B. Clarke
18. Cyrtandra exserta K. Schum.
19. Cyrtandra externata S. Moore

## F
1. Cyrtandra falcifolia C. B. Clarke
2. Cyrtandra farinosa C. B. Clarke
3. Cyrtandra fasciata H. J. Atkins
4. Cyrtandra feaniana F. Br.
5. Cyrtandra fenestrata C. B. Clarke
6. Cyrtandra ferripilosa H. St. John
7. Cyrtandra ferruginea Merr.
8. Cyrtandra filibracteata B. L. Burtt
9. Cyrtandra filipes Hillebr.
10. Cyrtandra filisecta B. L. Burtt
11. Cyrtandra flabellifolia S. Moore
12. Cyrtandra flabelligera Ridl.
13. Cyrtandra flavescens Blume
14. Cyrtandra flavomaculata H. J. Atkins & Karton.
15. Cyrtandra flexiramea Schltr.
16. Cyrtandra floccosa R. Bone & H. J. Atkins
17. Cyrtandra floribunda K. Schum.
18. Cyrtandra florulenta Kraenzl.
19. Cyrtandra foliosa S. Moore
20. Cyrtandra foveolata Kraenzl.
21. Cyrtandra frutescens Jack
22. Cyrtandra fulvisericea Bramley
23. Cyrtandra fulvovillosa Rech.
24. Cyrtandra funkii Reinecke
25. Cyrtandra fusconervia Merr.
26. Cyrtandra fuscovellea K. Schum.
27. Cyrtandra fuscovenosa Hilliard & B. L. Burtt
28. Cyrtandra futunae Kraenzl.

## G
1. Cyrtandra gambutensis Karton. & H. J. Atkins
2. Cyrtandra garnotiana Gaudich.
3. Cyrtandra geantha Kraenzl.
4. Cyrtandra geesinkiana B. L. Burtt
5. Cyrtandra geminata Reinecke
6. Cyrtandra geminiflora Nadeaud
7. Cyrtandra geocarpa Koord.
8. Cyrtandra gibbsiae S. Moore
9. Cyrtandra giffardii Rock
10. Cyrtandra gillettiana B. L. Burtt
11. Cyrtandra gimlettii Ridl.
12. Cyrtandra gitingensis Elmer
13. Cyrtandra gjellerupii Lauterb.
14. Cyrtandra glabra Banks ex G. Gaertn.
15. Cyrtandra glabrifolia Merr.
16. Cyrtandra glabrilimba Quisumb.
17. Cyrtandra gorontaloensis H. J. Atkins
18. Cyrtandra gorumensis Schltr.
19. Cyrtandra gracilenta Kraenzl.
20. Cyrtandra gracilis Hillebr. ex C. B. Clarke
21. Cyrtandra graeffei C. B. Clarke
22. Cyrtandra grandibracteata G. W. Gillett
23. Cyrtandra grandiflora Gaudich.
24. Cyrtandra grandifolia Elmer
25. Cyrtandra grandis Blume
26. Cyrtandra grayana Hillebr.
27. Cyrtandra grayi C. B. Clarke
28. Cyrtandra gregoryi M. A. Johnson
29. Cyrtandra guerkeana Lauterb.

## H
1. Cyrtandra halawensis Rock
2. Cyrtandra hansenii B. L. Burtt
3. Cyrtandra hapalantha C. B. Clarke
4. Cyrtandra harveyi Seem.
5. Cyrtandra hashimotoi Rock
6. Cyrtandra hawaiensis C. B. Clarke
7. Cyrtandra hedraiantha Schltr.
8. Cyrtandra heineana Schltr.
9. Cyrtandra heinrichii H. St. John
10. Cyrtandra heintzelmaniana G. W. Gillett
11. Cyrtandra hekensis Karton. & H. J. Atkins
12. Cyrtandra hellwigii Warb.
13. Cyrtandra hematos H. St. John
14. Cyrtandra hendrianii Karton. & H. J. Atkins
15. Cyrtandra herbacea G. W. Gillett
16. Cyrtandra heteronema G. W. Gillett
17. Cyrtandra heterophylla de Vriese
18. Cyrtandra hiranoi B. L. Burtt
19. Cyrtandra hirsuta Jack
20. Cyrtandra hirta Schltr.
21. Cyrtandra hirtigera H. J. Atkins & Cronk
22. Cyrtandra hispida M. A. Johnson
23. Cyrtandra hispidissima Schltr.
24. Cyrtandra hispidula Karton. & H. J. Atkins
25. Cyrtandra holodasys Miq.
26. Cyrtandra hololeuca B. L. Burtt
27. Cyrtandra homoplastica S. Moore
28. Cyrtandra horizontalis B. L. Burtt
29. Cyrtandra hornei C. B. Clarke
30. Cyrtandra hoseana B. L. Burtt
31. Cyrtandra hottae B. L. Burtt
32. Cyrtandra humilis Blume
33. Cyrtandra hypochrysea Kraenzl.
34. Cyrtandra hypochrysoides Kraenzl.
35. Cyrtandra hypogaea Koord.
36. Cyrtandra hypoleuca Kraenzl.

## I
1. Cyrtandra iliasii B. L. Burtt
2. Cyrtandra ilicifolia Kraenzl.
3. Cyrtandra ilocana Merr.
4. Cyrtandra imminuta C. B. Clarke
5. Cyrtandra impar Kraenzl.
6. Cyrtandra impressivenia C. B. Clarke
7. Cyrtandra inaequifolia Elmer
8. Cyrtandra incisa C. B. Clarke
9. Cyrtandra incompta Jack
10. Cyrtandra incrustata B. L. Burtt
11. Cyrtandra induta A. Gray
12. Cyrtandra infantae Kraenzl.
13. Cyrtandra insignis C. B. Clarke
14. Cyrtandra insolita Hilliard & B. L. Burtt
15. Cyrtandra insularis Ridl.
16. Cyrtandra integerrima B. L. Burtt
17. Cyrtandra integrifolia C. B. Clarke
18. Cyrtandra involucrata Seem.

## J
1. Cyrtandra jabiensis Schltr.
2. Cyrtandra jackii Q. W. Wang & Karton.
3. Cyrtandra jadunae Schltr.
4. Cyrtandra janowskyi Schltr.
5. Cyrtandra jellesmani Koord.
6. Cyrtandra jonesii (F. Br.) G. W. Gillett
7. Cyrtandra jugalis A. C. Sm.

## K
1. Cyrtandra kajewskii Guillaumin
2. Cyrtandra kalichii Wawra
3. Cyrtandra kalimantana B. L. Burtt
4. Cyrtandra kalyptantha Lauterb.
5. Cyrtandra kamoolaensis H. St. John
6. Cyrtandra kanae B. L. Burtt
7. Cyrtandra kandavuensis A. C. Sm.
8. Cyrtandra kaniensis Schltr.
9. Cyrtandra kauaiensis Wawra
10. Cyrtandra kaulantha H. St. John & Storey
11. Cyrtandra kealiae Wawra
12. Cyrtandra keithii Hilliard & B. L. Burtt
13. Cyrtandra kenivensis P. Royen
14. Cyrtandra kenwoodii W. L. Wagner & A. J. Wagner
15. Cyrtandra kermesina B. L. Burtt
16. Cyrtandra kinhoi Karton. & H. J. Atkins
17. Cyrtandra kjellbergii R. Bone & H. J. Atkins
18. Cyrtandra klossii S. Moore
19. Cyrtandra kohalae Rock
20. Cyrtandra kostermansii Hilliard & B. L. Burtt
21. Cyrtandra kruegeri Reinecke
22. Cyrtandra kusaimontana Hosok.

## L
1. Cyrtandra lacerata B. L. Burtt
2. Cyrtandra laciniata G. W. Gillett
3. Cyrtandra lagunae Kraenzl.
4. Cyrtandra lambirensis B. L. Burtt
5. Cyrtandra lanata Hilliard & B. L. Burtt
6. Cyrtandra lanceolata Ridl.
7. Cyrtandra lanceolifera S. Moore
8. Cyrtandra lancifolia Merr.
9. Cyrtandra lasiantha K. Schum.
10. Cyrtandra lasiogyne Schltr.
11. Cyrtandra latibracteata Hilliard & B. L. Burtt
12. Cyrtandra laxiflora H. Mann
13. Cyrtandra ledermannii Schltr.
14. Cyrtandra leiocrater B. L. Burtt
15. Cyrtandra lessoniana Gaudich.
16. Cyrtandra leucantha A. C. Sm.
17. Cyrtandra leucochlamys B. L. Burtt
18. Cyrtandra libauensis Hilliard
19. Cyrtandra ligulifera C. B. Clarke
20. Cyrtandra lillianae Setch.
21. Cyrtandra limnophila Kraenzl.
22. Cyrtandra linauana B. L. Burtt
23. Cyrtandra lineariloba Hilliard & B. L. Burtt
24. Cyrtandra lithophila Schltr.
25. Cyrtandra livida Kraenzl.
26. Cyrtandra lobbii C. B. Clarke
27. Cyrtandra locuples S. Moore
28. Cyrtandra loheri Quisumb.
29. Cyrtandra longicarpa Merr.
30. Cyrtandra longiflora J. W. Moore
31. Cyrtandra longifolia (Wawra) Hillebr. ex C. B. Clarke
32. Cyrtandra longifruticosa M. A. Johnson
33. Cyrtandra longipedunculata Rech.
34. Cyrtandra longipes Merr.
35. Cyrtandra longirostris de Vriese
36. Cyrtandra longistamina H. J. Atkins & Karton.
37. Cyrtandra lorentzii Lauterb.
38. Cyrtandra luteiflora H. J. Atkins
39. Cyrtandra lutescens G. W. Gillett
40. Cyrtandra lydgatei Hillebr.
41. Cyrtandra lysiosepala (A. Gray) C. B. Clarke

## M
1. Cyrtandra macraei A. Gray
2. Cyrtandra macrobracteata Kaneh. & Hatus.
3. Cyrtandra macrocalyx Hillebr.
4. Cyrtandra macrodiscus Kraenzl.
5. Cyrtandra macrophylla Jack
6. Cyrtandra macrotricha G. W. Gillett
7. Cyrtandra maculata Jack
8. Cyrtandra maesifolia Elmer
9. Cyrtandra magentiflora G. W. Gillett
10. Cyrtandra magnoliifolia Kraenzl.
11. Cyrtandra mamolea Reinecke
12. Cyrtandra mareensis Däniker
13. Cyrtandra martini B. L. Burtt
14. Cyrtandra mcgregorii Kraenzl.
15. Cyrtandra megalocalyx Schltr.
16. Cyrtandra megalocrater Kraenzl.
17. Cyrtandra megaphylla Hilliard & B. L. Burtt
18. Cyrtandra melinocalyx Schltr.
19. Cyrtandra membranacea Ridl.
20. Cyrtandra membranifolia Elmer
21. Cyrtandra mendumae Hilliard & B. L. Burtt
22. Cyrtandra menziesii Hook. & Arn.
23. Cyrtandra mesilauensis B. L. Burtt
24. Cyrtandra microcalyx Kraenzl.
25. Cyrtandra microphylla Merr.
26. Cyrtandra milnei Seem.
27. Cyrtandra mindanaensis Elmer
28. Cyrtandra minjemensis Schltr.
29. Cyrtandra minor S. Moore
30. Cyrtandra mirabilis C. B. Clarke
31. Cyrtandra mollis de Vriese
32. Cyrtandra montana Gillespie
33. Cyrtandra monticola K. Schum.
34. Cyrtandra montigena Schltr.
35. Cyrtandra mooreaensis G. W. Gillett
36. Cyrtandra mucronata Nadeaud
37. Cyrtandra mucronatisepala Quisumb.
38. Cyrtandra multibracteata C. B. Clarke
39. Cyrtandra multicaulis B. L. Burtt
40. Cyrtandra multifolia Merr.
41. Cyrtandra multinervis Karton. & R. Bone
42. Cyrtandra multiseptata Gillespie
43. Cyrtandra muluensis B. L. Burtt
44. Cyrtandra munroi Forbes
45. Cyrtandra muskarimba A. C. Sm.

## N
1. Cyrtandra nabirensis Kaneh. & Hatus.
2. Cyrtandra nadeaudii C. B. Clarke
3. Cyrtandra nana Merr.
4. Cyrtandra nanawaleensis H. St. John
5. Cyrtandra natewaensis G. W. Gillett
6. Cyrtandra navicellata Zipp. ex C. B. Clarke
7. Cyrtandra neiothiantha B. L. Burtt
8. Cyrtandra nemorosa Blume
9. Cyrtandra neohebridensis G. W. Gillett
10. Cyrtandra nibongensis Hilliard & B. L. Burtt
11. Cyrtandra nitens C. B. Clarke
12. Cyrtandra nitida Karton. & H. J. Atkins
13. Cyrtandra nodulosa Schltr.
14. Cyrtandra nudiflora C. B. Clarke
15. Cyrtandra nukuhivensis F. Br.

## O
1. Cyrtandra obliquifolia K. R. Wood & W. L. Wagner
2. Cyrtandra oblongata Merr.
3. Cyrtandra oblongifolia (Blume) Benth. & Hook. fil. ex C. B. Clarke
4. Cyrtandra obovata G. W. Gillett
5. Cyrtandra occidentalis N. P. Balakr. & B. L. Burtt
6. Cyrtandra occulta A. C. Sm.
7. Cyrtandra ochroleuca B. L. Burtt
8. Cyrtandra oenobarba H. Mann
9. Cyrtandra oligantha Korth. ex C. B. Clarke
10. Cyrtandra olona C. N. Forbes
11. Cyrtandra ootensis F. Br.
12. Cyrtandra oxybapha W. L. Wagner & D. R. Herbst

## P
1. Cyrtandra pachyneura Kraenzl.
2. Cyrtandra pachyphylla Kraenzl.
3. Cyrtandra palawensis Schltr.
4. Cyrtandra paliku W.L.Wagner, K.R.Wood & Lorence
5. Cyrtandra palimasanica Hilliard & B. L. Burtt
6. Cyrtandra pallida Elmer
7. Cyrtandra paludosa Gaudich.
8. Cyrtandra panayensis Merr.
9. Cyrtandra pandurata Ridl.
10. Cyrtandra pantothrix Kraenzl.
11. Cyrtandra papyracea B. L. Burtt
12. Cyrtandra paragibbsiae B. L. Burtt
13. Cyrtandra paravelutina Hilliard & B. L. Burtt
14. Cyrtandra parva Merr.
15. Cyrtandra parvicalyx H. J. Atkins & Karton.
16. Cyrtandra parviflora C. B. Clarke
17. Cyrtandra parvifolia Merr.
18. Cyrtandra parvifructa Hilliard
19. Cyrtandra patentiserrata Bramley & Cronk
20. Cyrtandra patula Ridl.
21. Cyrtandra pauciflora Ridl.
22. Cyrtandra paxiana Lauterb.
23. Cyrtandra pedicellata B. L. Burtt
24. Cyrtandra peltata Jack
25. Cyrtandra pendula Blume
26. Cyrtandra penduliflora Kraenzl.
27. Cyrtandra peninsula Elmer ex Olivar & H. J. Atkins
28. Cyrtandra perplexa S. Moore
29. Cyrtandra phaeodictyon Schltr.
30. Cyrtandra phaeotricha Schltr.
31. Cyrtandra phoenicea C. B. Clarke
32. Cyrtandra phoenicoides Hilliard & B. L. Burtt
33. Cyrtandra phoenicolasia Lauterb.
34. Cyrtandra pickeringii A. Gray
35. Cyrtandra picta Blume
36. Cyrtandra pilosa Blume
37. Cyrtandra pilostila K. Schum.
38. Cyrtandra pinatubensis Elmer
39. Cyrtandra platyphylla A. Gray
40. Cyrtandra plectranthiflora Kraenzl.
41. Cyrtandra plicata Hilliard
42. Cyrtandra pogonantha A. Gray
43. Cyrtandra poiensis B. L. Burtt
44. Cyrtandra poikilophylla Kraenzl.
45. Cyrtandra polyantha C. B. Clarke
46. Cyrtandra polyneura (C. B. Clarke) B. L. Burtt
47. Cyrtandra populifolia Miq.
48. Cyrtandra poulsenii B. L. Burtt
49. Cyrtandra prattii Gillespie
50. Cyrtandra pritchardii Seem.
51. Cyrtandra procera Hillebr.
52. Cyrtandra propinqua Forbes
53. Cyrtandra prostrata Kraenzl.
54. Cyrtandra pruinosa H. St. John & Storey
55. Cyrtandra pulchella O. Rich ex A. Gray
56. Cyrtandra pulgarensis Elmer ex H. J. Atkins & Cronk
57. Cyrtandra pulleana Lauterb.
58. Cyrtandra pumilio B. L. Burtt
59. Cyrtandra punctatissima Kraenzl.
60. Cyrtandra purpurea H. J. Atkins
61. Cyrtandra purpureofucata R. Bone & H. J. Atkins
62. Cyrtandra purpurifolia G. W. Gillett

## Q
1. Cyrtandra quercifolia S. Moore
2. Cyrtandra quinquenotata Kraenzl.
3. Cyrtandra quisumbingii Elmer

## R
1. Cyrtandra radiciflora C. B. Clarke
2. Cyrtandra raiateensis J. W. Moore
3. Cyrtandra ramiflora Elmer
4. Cyrtandra ramunculosa Hilliard & B. L. Burtt
5. Cyrtandra rantemarioensis Karton. & R. Bone
6. Cyrtandra rarotongensis Cheeseman
7. Cyrtandra repens de Vriese
8. Cyrtandra reticulata G. W. Gillett
9. Cyrtandra revoluta Fosberg & Sachet
10. Cyrtandra rhabdothamnos Schltr.
11. Cyrtandra rhizantha Schltr.
12. Cyrtandra rhizantha Kraenzl.
13. Cyrtandra rhyncanthera C. B. Clarke
14. Cyrtandra richii A. Gray
15. Cyrtandra rivularis H. St. John & Storey
16. Cyrtandra robusta Kraenzl.
17. Cyrtandra roemeri Lauterb.
18. Cyrtandra rosea Ridl.
19. Cyrtandra roseiflora H. J. Atkins
20. Cyrtandra roseoalba Kraenzl.
21. Cyrtandra rostrata Blume
22. Cyrtandra rotumaensis H. St. John
23. Cyrtandra rubiginosa Jack
24. Cyrtandra rubra de Vriese
25. Cyrtandra rubribracteata Karton. & H. J. Atkins
26. Cyrtandra rubricalyx B. L. Burtt
27. Cyrtandra rubriflora P. E. Sm. & H. J. Atkins
28. Cyrtandra rubropicta Kraenzl.
29. Cyrtandra rufa Bakh. fil.
30. Cyrtandra rufotricha Merr.
31. Cyrtandra rupicola Elmer
32. Cyrtandra russa C. B. Clarke

## S
1. Cyrtandra sagetorum Schltr.
2. Cyrtandra saligna Kraenzl.
3. Cyrtandra samoensis A. Gray
4. Cyrtandra sandakanensis B. L. Burtt
5. Cyrtandra sandei de Vriese
6. Cyrtandra sandwicensis (H. Lév.) H. St. John & Storey
7. Cyrtandra saniensis Schltr.
8. Cyrtandra santosii Merr.
9. Cyrtandra sarawakensis C. B. Clarke
10. Cyrtandra saxicola Schltr.
11. Cyrtandra schizocalyx G. W. Gillett
12. Cyrtandra schizostyla C. B. Clarke
13. Cyrtandra schlechteri Bramley
14. Cyrtandra schraderi K. Schum.
15. Cyrtandra schultzei Schltr.
16. Cyrtandra schumanniana Schltr.
17. Cyrtandra scutata S. Moore
18. Cyrtandra scutifolia B. L. Burtt
19. Cyrtandra seganica Hilliard & B. L. Burtt
20. Cyrtandra sepikana Schltr.
21. Cyrtandra sericifolia G. W. Gillett
22. Cyrtandra serratifolia H. J. Atkins
23. Cyrtandra serratobracteata Lauterb.
24. Cyrtandra sessilis H. St. John & Storey
25. Cyrtandra sibuyanensis Elmer
26. Cyrtandra similis Quisumb.
27. Cyrtandra simplex Merr.
28. Cyrtandra sinclairiana B. L. Burtt
29. Cyrtandra siporensis Olivar
30. Cyrtandra smithiana B. L. Burtt
31. Cyrtandra sororia Schltr.
32. Cyrtandra sorsogonensis Merr.
33. Cyrtandra spathacea A. C. Sm.
34. Cyrtandra spathulata H. St. John
35. Cyrtandra spectabilis R. Bone & H. J. Atkins
36. Cyrtandra spelaea B. L. Burtt
37. Cyrtandra spicata de Vriese
38. Cyrtandra splendens C. B. Clarke
39. Cyrtandra stenoptera Bramley & Cronk
40. Cyrtandra stolleana Schltr.
41. Cyrtandra stonei B. L. Burtt
42. Cyrtandra strictipes Kraenzl.
43. Cyrtandra strongiana Kraenzl.
44. Cyrtandra suberosa Lauterb.
45. Cyrtandra subglabra Merr.
46. Cyrtandra subgrandis B. L. Burtt
47. Cyrtandra sublanea Hilliard & B. L. Burtt
48. Cyrtandra subsphaerocarpa B. L. Burtt
49. Cyrtandra subulibractea G. W. Gillett
50. Cyrtandra subumbellata (Hillebr.) H. St. John & Storey
51. Cyrtandra suffruticosa Ridl.
52. Cyrtandra sulcata Blume

## T
1. Cyrtandra tagaleurium Kraenzl.
2. Cyrtandra tahuatensis Fosberg & Sachet
3. Cyrtandra taitensis Rich. ex A. Gray
4. Cyrtandra talonensis Elmer
5. Cyrtandra tarsodes B. L. Burtt
6. Cyrtandra taviunensis Gillespie
7. Cyrtandra tayabensis Elmer
8. Cyrtandra tecomiflora Kraenzl.
9. Cyrtandra tempestii Horne ex C. B. Clarke
10. Cyrtandra tenebrosa B. L. Burtt
11. Cyrtandra tenuicarpa H. J. Atkins
12. Cyrtandra tenuipes Merr.
13. Cyrtandra tenuisepala Quisumb.
14. Cyrtandra teres C. B. Clarke
15. Cyrtandra terrae-guilelmii K. Schum.
16. Cyrtandra tesselata Hilliard & B. L. Burtt
17. Cyrtandra teysmannii Miq.
18. Cyrtandra thamnodes B. L. Burtt
19. Cyrtandra thibaultii Fosberg & Sachet
20. Cyrtandra tibangensis B. L. Burtt
21. Cyrtandra tintinnabula Rock
22. Cyrtandra todaiensis Kaneh.
23. Cyrtandra tohiveaensis G. W. Gillett
24. Cyrtandra tomentosa A. C. Sm.
25. Cyrtandra toreniiflora B. L. Burtt
26. Cyrtandra toviana F. Br.
27. Cyrtandra trachycaulis K. Schum.
28. Cyrtandra treubiana Schltr.
29. Cyrtandra trichocalyx G. W. Gillett
30. Cyrtandra trichodon Ridl.
31. Cyrtandra trichophylla A. C. Sm.
32. Cyrtandra trisepala C. B. Clarke
33. Cyrtandra trivialis Kraenzl.
34. Cyrtandra tubibractea Hilliard & B. L. Burtt
35. Cyrtandra tubiflora Kraenzl.
36. Cyrtandra tuiwawae M. A. Johnson
37. Cyrtandra tunohica Hilliard & B. L. Burtt

## U
1. Cyrtandra uahukaensis W. L. Wagner & Lorence
2. Cyrtandra uapouensis W. L. Wagner & Lorence
3. Cyrtandra umbellifera Merr.
4. Cyrtandra umbraticola Schltr.
5. Cyrtandra undata Hilliard & B. L. Burtt
6. Cyrtandra uniflora B. L. Burtt
7. Cyrtandra urceolata C. B. Clarke
8. Cyrtandra urdanetensis Elmer
9. Cyrtandra urvillei C. B. Clarke

## V
1. Cyrtandra vaginata B. L. Burtt
2. Cyrtandra vairiae Drake
3. Cyrtandra valviloba G. W. Gillett
4. Cyrtandra vanoverberghii Kraenzl.
5. Cyrtandra velutina Korth. ex C. B. Clarke
6. Cyrtandra ventricosa G. W. Gillett
7. Cyrtandra versteegii Lauterb.
8. Cyrtandra vescoi Drake
9. Cyrtandra vesiculata G. W. Gillett
10. Cyrtandra vespertina H. St. John
11. Cyrtandra victoriae Gillespie
12. Cyrtandra villifructus Hilliard & B. L. Burtt
13. Cyrtandra villosissima Merr.
14. Cyrtandra virescens Schltr.
15. Cyrtandra viridescens C. B. Clarke
16. Cyrtandra viridiflora H. St. John & Storey
17. Cyrtandra vitiensis Seem.
18. Cyrtandra vittata Bramley & H. J. Atkins
19. Cyrtandra vriesii C. B. Clarke
20. Cyrtandra vulpina (Kraenzl.) B. L. Burtt

## W
1. Cyrtandra wagneri Lorence & Perlman
2. Cyrtandra waianaeensis H. St. John & Storey
3. Cyrtandra wainihaensis H. Lév.
4. Cyrtandra waiolani Wawra
5. Cyrtandra waisaliensis M. A. Johnson
6. Cyrtandra wallichii (C. B. Clarke) B. L. Burtt
7. Cyrtandra warburgiana Lauterb.
8. Cyrtandra wariana Schltr.
9. Cyrtandra wawrae C. B. Clarke
10. Cyrtandra weberi B. L. Burtt
11. Cyrtandra wentiana Lauterb.
12. Cyrtandra wichmanniana Schltr.
13. Cyrtandra widjajae Karton.
14. Cyrtandra wilhelmensis P. Royen
15. Cyrtandra winkleri Lauterb.
16. Cyrtandra wollastonii S. Moore
17. Cyrtandra woodsii B. L. Burtt

## X
1. Cyrtandra xanthantha A. C. Sm.

## Y
1. Cyrtandra yaeyamae Ohwi

## Z
1. Cyrtandra zamboangensis Merr.
2. Cyrtandra zippelii C. B. Clarke
3. Cyrtandra zollingeri C. B. Clarke

## Hibridi
1. Cyrtandra ×alata H. St. John & Storey
2. Cyrtandra ×alnea H. St. John
3. Cyrtandra ×ambigua (Hillebr.) H. St. John & Storey
4. Cyrtandra ×arguta (A. Gray) C. B. Clarke
5. Cyrtandra ×atomigyna H. St. John & Storey
6. Cyrtandra ×axilliflora H. St. John & Storey
7. Cyrtandra ×basipartita H. St. John
8. Cyrtandra ×carinata H. St. John & Storey
9. Cyrtandra ×caudatisepala H. St. John
10. Cyrtandra ×caulescens Rock
11. Cyrtandra ×christophersenii H. St. John & Storey
12. Cyrtandra ×cladantha Skottsb.
13. Cyrtandra ×conradtii Rock
14. Cyrtandra ×crassifolia (Hillebr.) Rock
15. Cyrtandra ×crassior H. St. John & Storey
16. Cyrtandra ×cupuliformis H. St. John & Storey
17. Cyrtandra ×ferrocolorata H. St. John
18. Cyrtandra ×ferruginosa H. St. John & Storey
19. Cyrtandra ×forbesii H. St. John & Storey
20. Cyrtandra ×georgiata C. N. Forbes
21. Cyrtandra ×honolulensis Wawra
22. Cyrtandra ×hosakae H. St. John & Storey
23. Cyrtandra ×kaalae H. St. John & Storey
24. Cyrtandra ×kahanaensis H. St. John & Storey
25. Cyrtandra ×kipahuluensis H. St. John
26. Cyrtandra ×kipapaensis H. St. John & Storey
27. Cyrtandra ×laevis H. St. John
28. Cyrtandra ×malacophylla C. B. Clarke
29. Cyrtandra ×mannii H. St. John & Storey
30. Cyrtandra ×nutans H. St. John
31. Cyrtandra ×opaeulae H. St. John & Storey
32. Cyrtandra ×pubens H. St. John
33. Cyrtandra ×ramosissima Rock
34. Cyrtandra ×rockii H. St. John & Storey
35. Cyrtandra ×scabrella C. B. Clarke
36. Cyrtandra ×subintegra H. St. John
37. Cyrtandra ×turbiniformis H. St. John & Storey
38. Cyrtandra ×umbraculiflora Rock
39. Cyrtandra ×villicalyx H. St. John & Storey